# ツインデトネーター
ツインデトネーターとは、タミヤがリリースするモーターを2基搭載した四輪駆動のオフロードR/Cモデルである。アメリカ合衆国で行われているスピード競技用のモンスタートラックをモチーフとしている。

## 概要
シャーシはABS樹脂製、シェルが左右に2分割されたものをインナーポストにより結合させて組み立てるセミモノコック・ラダーフレーム構造を採用し、強度を確保している。
駆動形式は何段にも連ねたギアによりモーターの駆動を伝達するギアトレイン方式、しかもこのギアボックスをバッテリーを隔ててシャーシ前後に搭載し、それぞれに独立して取り付けられたモーターにより、前後2輪をそれぞれ駆動させる「ツインモーター4WD」とし、豪快な走行を可能にしている。
これらのギアボックスはクラッドバスターのような前後リジッドアクスル・ユニットスイング構造とは異なり、直接シャーシに固定される「ユニットコンストラクション」となっている。
走りを支持するサスペンションは、一般的なアッパーIアームのダブルウィッシュボーン4輪独立懸架、これにゴムパイプの摩擦を利用した「フリクションダンパー」をそれぞれに搭載している。
タイヤは直径130mm、幅60mmで、深いリブにスタッドスパイクを組み合わせたラグパターン・スパイクタイヤを装備。尚、これはホイールにはめ込まれた状態でキットに同梱されている。クラッドバスター等のそれと比べればやや小ぶりではあるが、ラフロード走破性は必要十分である。
ギア比は18.3:1と、（モーターピニオンの交換により16.5:1に変速可能）この手の車両にしては低めに設定され、意外と速い速度で走行する。しかし、スピードの制御に未だに懐古同然の3段変速スイッチとレジスターを利用しており、これがかなり不評で、多くのユーザーは自作加工でESC（電気式スピードコントローラー）を搭載させている。
レーストラックを模したボディはポリカーボネート製。荷台部分にはメッキタイプのロールバーも装着され、ムードを高めている。
安価にパワフルさが堪能できるモデルではあるが、同社製の大型タイヤ車の旗艦的存在TXT-1（タミヤ・エクストリーム・トラック）、他社製のエンジン駆動による同カテゴリーに押し負かされ、潜在的ではあるものの人気は今ひとつである。

## メカニズム
- シャーシ：ABS樹脂製セミモノコック・ラダーフレーム構造
- サスペンション：F/R共にアッパーIアーム・ダブルウィッシュボーン独立懸架、コイルオーバー・フリクションダンパーを搭載
- タイヤ：F/R共に直径130mm・幅60mmのラグパターンスパイクタイプ、ホイールと組み立て済み
- 原動機：電気直流モーター、ジョンソン製540タイプを2基搭載
- ギアレシオ：18.3:1（ピニオンギヤの変更で2種類から選択可能）
- ボディ：ポリカーボネート製、真空成形モノコック構造
- 乾燥重量：約2,340g
- 駆動形式：前後ギアトレイン2輪独立駆動4ホイールドライブ
- 価格：15,800円

## 走行性能
荒れたオフロードを走行する設計であるため、速いとはいえ走行速度はバギーなどに比べると劣る。
しかし荒地に入れば前後2輪を独立したモーターで駆動する四輪駆動のため、豪快なラフロード走破性を披露してくれる。
しかし、モーターを2基持つため、燃費の悪さは否めない。

## 耐久性能
タイヤが大径で質量があるにもかかわらず、足回りにツーリングカー系統の部品を使用しているため、耐久性にやや難がある。
モーターから駆動軸まではプラスチックのギアを複数個連ねて動力を伝達するが、ギヤの歯幅がかなり広く設計されているため故障は少ない。
ホイールとタイヤは2.2インチサイズなので市販のタイヤを流用することが出来る。
またサスペンションアームやナックルなどの足回りを同社DF-03シリーズやHPIのナイトロMTシリーズのものに移植することで安定感が飛躍的に上昇する。

## ESC化
この車両は未だ変速スイッチによる速度制御のため、ESC（電気式スピードコントローラー）に改造するユーザーが多数存在する。比較的容易に換装が可能であり、手順について解説したウェブサイトも多く開設されている。

## 高性能化
この車両は前後輪をそれぞれ2基のモーターで駆動するため、一方のモーターを逆回転させており、高性能タイプのモーターが使用しにくいという欠点もある（「進角」が付けられており、一方回転にしか性能を発揮しないものが殆どのため）。自前にて改造すれば搭載は可能であるが。
また、このクルマはE-SAVAGEやツインフォースのアンプを使用することで手軽にパワーアップできる。ブラシレスモーターを搭載することもできるが、前後で別のモーターを使うため2セット用意することになってしまう。ただし、高性能なモーターに換装するとシャーシへの負担が極度にかかり壊れやすくなるため23Tブラシモーターまでに留めておくのが得策である。

## オイルダンパー化
オイルダンパーにグレードUPする場合、ローフリクションダンパーを使用するが、DF-02アルミオイルダンパーやTGM-04用のダンパーなどのロングなものに交換することによってサスストロークがアップすることにより、クロカンでの性能はアップする。
しかし、その場合には他車のカーボンダンパーステーをギアボックスに強引にとりつける必要がある。